# 紺野光
紺野光（日语：紺野ひかる，1994年1月16日—），日本AV女優。興趣是看動畫。

## 個人簡歷
出身於北海道。在2013年6月以kawaii*的專屬女優身分出道。
在離開kawaii*之後，持續以企劃單體女優的身分在多部作品中演出。
曾獲選為2020年成人廣播獎中的Darake!獎。
2021年2月，在「バレンタインチョコを貰いたいAV女優！アンケート」中獲得第10名。

## 外部連結
- 紺野ひかるのブログ （页面存档备份，存于）（2013年10月24日 - ）
- 紺野光的X（前Twitter）
- 紺野光的Instagram帳戶
- DMM AV女優名鑑 紺野ひかる （页面存档备份，存于）